# Super Kids
Pour l’article homonyme, voir Super Kids (homonymie).
Pour plus de détails, voir Fiche technique et Distribution.
Super Kids est un film américain réalisé par R. Michael Givens, sorti en 2009

## Synopsis
Après avoir mis au point une machine permettant de comprendre le langage des bébés, Chad, le fils du savant fou, fait une mauvaise manipulation sur la machine et un désastre se produit : les adultes commencent en effet à se comporter et à communiquer comme des enfants ! Ainsi, Sammy et Carla sont les témoins des actes puérils de leurs parents et doivent désormais veiller sur eux...

## Fiche technique
- Titre original : Opposite Day
- Titre français : Super Kids
- Titre alternatif : Super gosses (Gulli) (depuis 2014)
- Réalisateur : R. Michael Givens

## Distribution
- Billy Unger (VFB : Carole Baillien) : Sammy Benson
- Ariel Winter (VFB : Béatrice Wegnez) : Carla Benson
- Pauly Shore : Robert Benson
- Colleen Crabtree (VFB : Colette Sodoyez) : Denise Benson
- Dylan Cash : Chaz Larrabee
- Dick Van Patten : Jack Benson
- Renee Taylor : Martha Benson
- French Stewart (VFB : David Manet)  : Dr. Godfrey Larrabee
- George Wendt (VFB : Martin Spinhayer) : Corporate Exec #1 (Mr. Montgomery en VF)
- Gina La Piana  : Corporate Exec #2
- Katherine Disque (VFB : Nathalie Hons) : Mademoiselle Jenkins
- Kristen Combs (VFB : Émilie Guillaume) : Sue
- Rico Rodriguez : l'enfant concierge
- Nadji Jeter  : Jasper
- Casey Margolis (VFB : Maia Baran) : Alexiei, le fils de Dimitri
- Atticus Shaffer : Jeune détective
- Emily Rose Everhard : Reynold

Version française
- Société de doublage : C YOU SOON
- Adaptation des dialogues : Laurence Crouzet
- Direction artistique : Lionel Bourguet

## Autour du film
- Ce film est dédié à la mémoire de Bob Clark
- Dans cette même année, Ariel Winter et Rico Rodriguez qui ont tous les 2 joué dans ce film apparaîtront plus tard dans la série Modern Family auquel ils jouent des enfants de deux familles différentes.